# スノボキッズ
スノボキッズは、開発ラクジン・販売アトラスで1997年12月12日に発売されたNINTENDO 64用スノーボードレースゲームソフトである。

## 概要
以後シリーズ化され、4つの作品が販売された。様々なコースが用意されており、中には雪の上以外を滑るユニークなコースも見受けられた。N64版では画面を4分割して4人で同時に遊ぶことも可能。

## スノボキッズ
1997年12月12日発売。NINTENDO64用。ゲームデータをセーブするには、コントローラーパックに空き容量が121ページ必要となる。

### キャラクター
スラッシュ＝カメイ（スピード2、コーナー2、トリック2）
声：森田千明
標準的な性能を持つキャラ。
ナンシー＝ネイル（スピード1、コーナー3、トリック3）
声：夏樹リオ→石川静（プラス）
スピードこそ遅いが、曲がりやすくてトリックも決めやすい。
ジャム＝クエネムンド（スピード1.5、コーナー2.5、トリック2.5）
声：諏訪部順一
スラッシュとナンシーの中間の性能を持つキャラ。
リンダ＝マルティーニ（スピード2.5、コーナー1.5、トリック1.5）
声：夏樹リオ
スラッシュとトミーの中間の性能を持つキャラ。
トミー＝パーシー（スピード3、コーナー1、トリック1）
声：遠近孝一
最初から使えるキャラの中では最もスピードが速いが、その分だけ曲がりにくい上にトリックも出しにくい。ボードで強化しないとやや難しい。
シノビン（スピード2.5、コーナー2.5、トリック2.5）
声：諏訪部順一
その名の通り容姿は忍者。年齢不明。全てのステージをクリアすると出現する「にっぽんちゃちゃちゃ」において敵として登場。他のキャラとは一線を画する実力を持つ。勝利すると自機として使用可能になる。ちなみに彼は自分専用のボードを使用し（それぞれ外見は絵巻・十露盤・日本刀に酷似している）、他のキャラ達が使用するボードが使えない。犬親父の店で強化型を購入したり塗装を変更することも出来ない。
犬店長
声：遠近孝一
ボードショップの店員。コース上のアイテムは彼の店。
ナレーション
声：内藤忠
選択決定時などのナレーション。

### ステージ
ぐるぐるやま（全長 541m／難易度 ★）
最初のステージだけあってかなり易しい。転落するとミスになる崖や穴が無く、カーブも緩やか、ジャンプ台も2つしかないなど難易度はかなり低い。ただしジャンプ台が低いためスペシャルトリックを狙うと転ぶことが多いので注意が必要。またゴールまで5周しなければならないのでステージそのものは少々長く感じる。
でかでかゆきだるま（全長 1750m／難易度 ★☆）
広大な雪原を抜けていく。序盤は直線だがトンネルや林など、「ぐるぐるやま」に比べストラクチャーが複雑になってきている。ちなみに巨大な雪達磨は誰がどう作ったかは不明。1周が最も長いコースだが、2周でゴールとなる。
ゆうやけだに（全長 1706m／難易度 ★★）
夕焼けに染まる谷を抜けていく。道中にペンギンが横断している個所や石ころが置いてある場所がある。最後のジャンプ台は勢いよくジャンプしないと落下しやすい。1周の距離は「でかでかゆきだるま」よりも少し短いが、3周滑ることになるため、ゴールまでには最も時間がかかるコース。
ひとしらずのみち（全長 1368m／難易度 ★★☆）
近年は使用されていない夜の山道。コースが分岐している個所が3ヶ所あり、特に2つめの分岐は本来のコースから大きく離れる。ゴール直前には長いジャンプ台がある。また、このステージは全体的に薄暗くコースが見にくいため、ミスをしやすい。3周でゴールとなる。
みどりがおか（全長 1490m／難易度 ★★★）
序盤にいきなり分岐があり、見通しは良いが断崖絶壁の道と、薄暗い洞窟のどちらかを選んで進むことになる。中盤と終盤にも分岐があるが、終盤の分岐は分岐と言うよりショートカット近い（但しショートカットのためにはタイミングよくジャンプしなければならないため、かえってタイムロスになる事も多く、腕に自信が無いなら使わないのも手）。なお、このステージは雪の上を滑らず、青々と生い茂る芝生の上を滑って行く。3周でゴールとなる。
きょうりゅうぱぁく（全長 1490m／難易度 ★★★）
営業時間終了後の遊園地。一応雪が積もっているものの、ジェットコースターの中やコーヒーカップの中、恐竜博物館（展示場？）の中などアトラクション内部を通過していく個所が多い。果てには凍結した（？）川の上を滑る場所もある。3周でゴールとなる。
さらさらだに （全長 1638m／難易度 ★★★★）
上記6つのコースを1位でクリアすると出現する。このステージは「みどりがおか」同様に雪が全く無く、砂の上を滑っていく。流砂の場所もあり砂に流されてしまう事もあるため、全コースで最も難しいコースである。ピラミッドやスフィンクスなど、エジプトを思わせる建物が多い。ちなみにゴール周辺はオアシスである。3周でゴールとなる。
まっしろしろやま （全長 1664m／難易度 ★★★☆）
さらさらだにを1位でクリアすると登場。久々に雪の上を滑るが、終始猛烈な吹雪で前方の見通しは劣悪。加えてカーブや穴も多く難易度はかなり高い。また平面に近い部分が多くスピードが出しづらい上にジャンプ台の高低差が一つを除いて低く、(さらに高低差があるジャンプ台もすぐにカーブがあるため、しっかりした着地がほぼ不可能)スペシャルトリックはほぼ出せない。3周でゴールとなる。
にっぽんちゃちゃちゃ （全長 382m／難易度 ★★）
まっしろしろやまを1位でクリアすると登場。その名の通り日本が舞台。日本の春夏秋冬が描かれており、リフトも籠である。ステージは400mも無いため、1周30秒程度しかかからないので一見かなり短い。しかしクリアには9周しなければならないのと、ライバルキャラ「シノビン」が非常に手強いため苦戦させられる。

### アイテム

#### ショット系
いずれも3発ずつ装填され、「雪だるま」と「爆弾」以外は全てホーミング性能がある。コースの赤いアイテムショップを通過する際に100Gを消費することで入手可能だが、100G以下ではぶつかって転んでしまう。
張り手
当てたライバルを転ばすことが出来る。ホーミング性能が強い。転がっている間はリフトには乗れないので周回途中は問題ないのだが、ゴールは問題なくしてしまうので、ゴール付近で当てると逆効果なので注意。
パラシュート
当てたライバルをしばらくの間その場で空中に浮かせることが出来る。天井がある場所では浮遊時間が短くなる。ジャンプ台の直前で当てると非常に効果的。最も足止めをさせることが出来るショットアイテムである。
雪だるま
当てたライバルを雪だるまにさせることが出来る。雪だるまになったプレイヤーは、壁に衝突するかある程度進むまで操作が全くできなくなる。ただし3DスティックやAボタンの連打で解除を少し早めることは可能である。なお、ショットが壁に当たると跳ね返るので自滅しないように注意。
氷
当てたライバルを凍りづけにすることができる。当てられたプレイヤーは完全にストップしてしまうので足止めの効果は高い。ただし、凍ったライバルに撃った本人がふつかると転ぶので注意。
爆弾
ライバルや壁に当たると爆発し、爆風に巻き込まれると転倒する。ライバルに当てると足止めがやや大きいが、撃った本人も爆風に非常に巻き込まれやすいので撃つ場所には注意。

#### 妨害系
1つだけ入手できる。コースの青いアイテムショップを通過する際に100Gを消費することで入手可能だが、100G以下ではぶつかって転んでしまう。
スピードファン
一定時間スピードアップ。転んだり壁に当たると消滅する。
ゴースト
一定時間ライバルの速度を遅くする。基本的に1位のライバルに憑依するが、稀に自分に憑依してしまったり、3位や4位のライバルに憑依することも。後述の透明では防げない。
石ころ
ライバルが踏むと転ぶ。後述の透明では防げない。
ねずみ小僧
他のライバル3人全員からGを全額奪う。ただしこのアイテムは滅多に出現しない。奪われるのは透明でも避けられない
金だらい
ライバル全員に金だらいを落とし一定時間動けなくする。
透明
ショットや金だらいを回避する。ただしゴーストと石ころ、ネズミ小僧の強奪は避けられない。

## スノボキッズプラス
1999年1月21日発売。プレイステーション用。

### キャラクター（プラス）
パメラ
声：田口宏子
カエデ
声：夏樹リオ
ニコル＝カウチ
声：吉田小南美
ルビー＝グリーン
声：遠近孝一

## 超スノボキッズ
1999年2月19日発売。NINTENDO64用。
コントローラパックでのセーブしか出来なかった前作とは違い、カセット内でセーブが可能となった。

### キャラクター（超）
ウェンディ＝レーン
声：石川静
ブラックこぞう
声：森田千明
いぬおやじ
声：遠近孝一
キャラクター名が変更されているが、前作の犬店長。
スノボせんせい
声：遠近孝一

### ステージ（超）
はればれやま
ウミガメじま
ジングルむら
ウェンディハウス
リンダキャッスル
ぐるぐるジャングル
キラぼしハイウェイ
ねむらずのやかた
カチンコチンランド
スノボストリート
ゴーゴーゲレンデ

## スノボキッズ パーティー
2005年11月24日発売。ニンテンドーDS用。